# Богард, Дерк
Сэр Дерк (Дирк) Бо́гард (англ. Dirk Bogarde, имя при рождении — Дерек Жюль Гаспар Ульрик Нивен ван ден Богарде (нидерл. Derek Jules Gaspard Ulric Niven van den Bogaerde); 28 марта 1921 либо 1920, Лондон — 8 мая 1999, там же) — британский киноактёр. Рыцарь-бакалавр.

## Биография и творчество
Дерк Богард родился в семье нидерландского художника, работавшего художественным редактором в «The Times», Ульрика ван ден Богарда и шотландской актрисы Маргарет Нивен.
Богард начинал рабочим сцены и декоратором. В 1937 году он учился в Королевском колледже искусств, где среди его педагогов был Генри Мур.
С 1941 по 1946 годы Дирк Богард служил в армии и принимал участие в военных действиях Второй мировой войны в Европе и на Дальнем Востоке. После войны Богард работал во многих лондонских театрах и на телевидении.
Начиная с 1950 года Богард много снимается в кино. В течение десяти лет с 1955 года Богард признавался самым известным английским актёром, однако мировая слава приходит к нему после 1963 года благодаря ролям в картинах таких мастеров, как Джозеф Лоузи, Лукино Висконти, Лилиана Кавани, Ален Рене, Райнер Вернер Фассбиндер. Его актёрским триумфом стали роли в фильмах «Слуга», «Гибель богов», «Смерть в Венеции» и «Ночной портье».
В 1977 году Богард выпустил книгу своих мемуаров под названием A Postillon Struck by Lightning.
Богард никогда не был женат и не имел детей. На протяжении 40 лет он сожительствовал с актёром Энтони Форвудом вплоть до смерти последнего в 1988 году. Богард всегда категорически отрицал, что у него с Форвудом были какие-либо гомосексуальные отношения — пик его актёрской карьеры пришёлся на эпоху, когда нетрадиционная ориентация порицалась, а в контракте Богарда с «Rank Studio» даже был пункт, что контракт будет расторгнут, если актёра уличат в чём-либо аморальном.
Скончался 8 мая 1999 года в возрасте 78 лет от тромбоэмболии лёгочной артерии. Его прах был развеян в его бывшем поместье в Грасе.

## Избранная фильмография
- 1950 — Синяя лампа (режиссёр Бэзил Дирден)
- 1950 — Та самая женщина | The Woman in Question — Боб Бейкер
- 1950 — Так долго на ярмарке | So Long at the Fair - Джордж Хэтэуэй
- 1950 — Жертвы шантажа | Blackmailed (Стивен Манди)
- 1950 — Бедная принцесса | Penny Princess, Тони Крэйг
- 1952 — Преследуемый | Hunted (Великобритания)
- 1953 — Бросай тёмную тень (Великобритания)
- 1953 — Встреча в Лондоне | Appointment in London
- 1953 — Момент отчаяния | Desperate Moment, Саймон Ван Холдер
- 1954 — Доктор в доме | Doctor in the House, Саймон Спарроу — главная роль
- 1954 — Те, которые решатся | They Who Dare, лейтенант Грэм
- 1954 — И в горе, и в радости | For Better, for Worse Тони Хауард
- 1954 — Спящий тигр | The Sleeping Tiger, Фрэнк Клементс — главная роль
- 1955 — В роли мрачной тени | Cast a Dark Shadow, Эдуард Бэр
- 1955 — Море не примет их | Макай сержант
- 1955 — Свидание в Лондоне | Тим Мейсон подполковник
- 1955 — Свидание в Рио | Rendez-vous а Rio, Саймон Спарроу
- 1955 — Симба | Simba Аллан Хауард
- 1956 — Доктор на море
- 1957 — Встреча со злом при лунном свете | Ill Met by Moonlight, майор Патрик Ли Фермор
- 1957 — Доктор на свободе
- 1957 — Королевство Кэмпбелла | Campbell’s Kingdom, Брюс Кэмпбелл — главная роль
- 1958 — Ветер не умеет читать | The Wind Cannot, Read Майкл Куинн капитан
- 1958 — Сказание о двух городах | Tale of Two Cities, Сидни Картон — главная роль
- 1958 — Дилемма доктора (режиссёр Энтони Асквит)
- 1960 — Ангел в красном (режиссёр Наннэлли Джонсон)
- 1960 — Нескончаемая песня (режиссёры Чарльз Видор, Джордж Кьюкор)
- 1961 — Жертва (режиссёр Бэзил Дирден)
- 1963 — Слуга (режиссёр Джозеф Лоузи)
- 1964 — За короля и отечество (режиссёр Джозеф Лоузи)
- 1964 — Солнце в зените — майор Магуайр
- 1965 — Дорогая (режиссёр Джон Шлезингер)
- 1967 — Несчастный случай (режиссёр Джозеф Лоузи)
- 1968 — Посредник (режиссёр Джон Франкенхаймер)
- 1969 — Гибель богов (режиссёр Лукино Висконти)
- 1969 — Жюстин (режиссёр Джордж Кьюкор)
- 1971 — Смерть в Венеции (режиссёр Лукино Висконти)
- 1973 — Змей (режиссёр Анри Верней)
- 1974 — Ночной портье (режиссёр Лилиана Кавани)
- 1977 — Мост слишком далеко — генерал-лейтенант Фредерик «Бой» Браунинг
- 1977 — Провидение — Клод Лэнгхэм
- 1978 — Отчаяние — Герман
- 1990 — Ностальгия по папочке — Папа